# Franz Birkfellner
Franz Birkfellner, (* 20. listopad 1976 Sankt Pölten, Rakousko) je bývalý reprezentant Rakouska v judu.

## Sportovní kariéra
Vrcholem jeho sportovní kariery byla účast na olympijských hrách v Sydney, kde vypadl ve druhém kole s Američanem Hendem. Jinak se řadil k evropskému průměru, schopného potrápit favority.

## Výsledky
| Turnaj                               | 1998 | 1999 | 2000 | 2001 | 2002 | 2003 | 2004 | 2005 | 2006 | 2007 | 2008 | 2009 | 2010 |
| ------------------------------------ | ---- | ---- | ---- | ---- | ---- | ---- | ---- | ---- | ---- | ---- | ---- | ---- | ---- |
| Olympijské hry                       | -    | -    | úč.  | -    | -    | -    | dns  | -    | -    | -    | dns  | -    | -    |
| Mistrovství světa + bez rozdílu vah  | -    | dns  | -    | úč.  | -    | úč.  | -    | dns  | -    | úč.  | -    | dns  | -    |
| Mistrovství světa + bez rozdílu vah  | -    | dns  | -    | dns  | -    | úč.  | -    | dns  | -    | 7.   | dns  | -    |      |
| Mistrovství Evropy + bez rozdílu vah | úč.  | dns  | 3.   | úč.  | dns  | 7.   | 7.   | dns  | 7.   | úč.  | úč.  | dns  | úč.  |
| Mistrovství Evropy + bez rozdílu vah | dns  | dns  | dns  | 5.   | dns  | dns  | dns  | dns  | dns  | dns  | -    | -    | -    |